# 常路镇
常路镇，是中华人民共和国山東省临沂市蒙阴县下辖的一个乡镇级行政单位。

## 行政区划
常路镇下辖以下地区：
常路社区、新兴社区、东三庄村、东下庄村、西下庄村、田家岭村、五里桥村、富成庄村、南围子村、北围子村、王蟒峪村、石峰峪村、蒋家坪村、上行庄村、麻峪村、五里沟村、榆树山村、房家庄村、台庄村、大张台村、小张台村、田家林村、岭南头村、西北楼村、茶沟村、三星村、圣景村、杏泉村、山泉官庄村和龙泉村。